# Mario Ljubić
Mario Ljubić (Mostar, 5 marzo 1985) è un calciatore croato, centrocampista dell'Imotski.

## Palmarès

### Competizioni nazionali
- Coppa della Bosnia ed Erzegovina: 1

Široki Brijeg: 2012-2013